# Raoul Servant
Raoul Servant, né le 24 juin 1894 à Lyon et mort au combat le 25 septembre 1915 à Saint-Hilaire-le-Grand (Marne), est un peintre français. 
Brillant élève de l’École Nationale des Beaux-Arts de Lyon, où il s’était inscrit le 29 septembre 1906. Il avait obtenu le Prix de Paris en 1912 à l'age de 18 ans. Il avait eu pour professeurs Nicolas Sicard, Tony Tollet, et à Paris, Fernand Cormon. La présentation de ses œuvres au Salon de la Société Lyonnaise des Beaux-Arts avait largement contribué à son succès. 
Il est mort pour la France, au front, pendant la bataille de Champagne, si bien décrite dans ses Mémoires par Galtier-Boissière. 

## Hommages

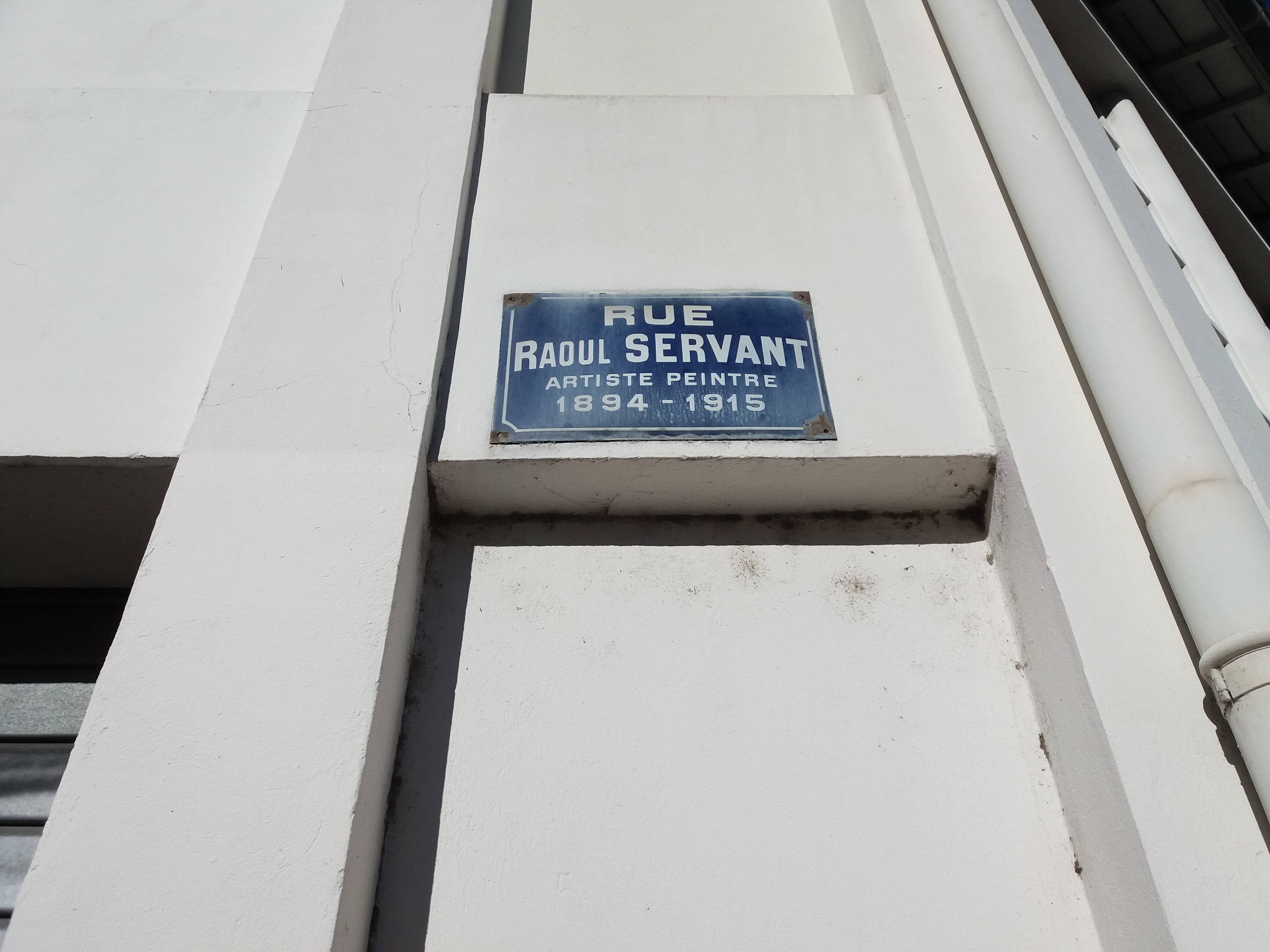
Plaque de rue à Lyon

- Plaque de rue à LyonIl y a une rue Raoul-Servant à Lyon[4].

## Œuvres de l'artiste
| Tableau "Homme" |
| Tableau "Homme" |

| Tableau "Vieux" |
| Tableau "Vieux" |